# Charles A. Jonas
Charles Andrew Jonas (* 14. August 1876 bei Lincolnton, Lincoln County, North Carolina; † 25. Mai 1955 in Charlotte, North Carolina) war ein US-amerikanischer Jurist und Politiker. Zwischen 1929 und 1931 vertrat er den Bundesstaat North Carolina im US-Repräsentantenhaus.

## Werdegang
Charles Jonas war der Vater des Kongressabgeordneten Charles R. Jonas (1904–1988). Er besuchte die öffentlichen Schulen seiner Heimat sowie die Ridge Academy und das Fallston Institute. Danach studierte er bis 1902 an der University of North Carolina in Chapel Hill. Zwischen 1902 und 1906 arbeitete er als Lehrer. Nach einem Jurastudium und seiner 1906 erfolgten Zulassung als Rechtsanwalt begann er in Lincolnton in diesem Beruf zu praktizieren. Zwischen 1907 und 1910 war Jonas Posthalter in dieser Stadt; außerdem gab er dort eine von ihm gegründete Zeitung heraus. Von 1908 bis 1912 fungierte er auch als juristischer Vertreter der Stadt Lincolnton.
Politisch war Jonas Mitglied der Republikanischen Partei. Zwischen 1915 und 1919 saß er im Senat von North Carolina. In den Jahren 1916, 1932 und 1936 war er Delegierter zu den Republican National Conventions. Von 1917 bis 1947 war er auch Kurator der University of North Carolina. 1918 kandidierte er noch erfolglos für den Kongress. In den Jahren 1921 bis 1925 war er stellvertretender Bundesstaatsanwalt für den westlichen Distrikt von North Carolina. Von 1927 bis 1929 sowie nochmals von 1935 bis 1937 war er Abgeordneter im Repräsentantenhaus seines Staates. Außerdem gehörte er dem Republican National Committee an.
Bei den Kongresswahlen des Jahres 1928 wurde Jonas im neunten Wahlbezirk von North Carolina in das US-Repräsentantenhaus in Washington, D.C. gewählt, wo er am 4. März 1929 die Nachfolge von Alfred L. Bulwinkle antrat. Da er im Jahr 1930 gegen Bulwinkle verlor, konnte er bis zum 3. März 1931 nur eine Legislaturperiode im Kongress absolvieren. Im Jahr 1932 scheiterte eine weitere Kongresskandidatur. Zwischen 1931 und 1932 war er Bundesstaatsanwalt für das westliche Gebiet von North Carolina. Ansonsten betätigte er sich als Anwalt. Im Jahr 1938 kandidierte Charles Jonas erfolglos für den US-Senat. 1942 blieb eine weitere Kongresskandidatur ebenso erfolglos. Er starb am 25. Mai 1955 in einem Pflegeheim in Charlotte und wurde in Lincolnton beigesetzt.